# La meraviglie
La meraviglie és una pel·lícula dramàtica del 2014 dirigida per Alice Rohrwacher. Va guanyar el Gran Premi al 67è Festival Internacional de Cinema de Canes. La directora va inspirar-se en els seus records d'infantesa treballant amb als seus pares, que eren apicultors.

## Argument
Gelsomina i les seves tres germanes petites viuen amb els seus pares en una granja de l'Úmbria. Com a gran, assumeix cada cop més tasques, tenint cura de les seves germanes i ajudant el seu pare, Wolfgang, en la producció de mel.